# Виллы Плиния Младшего на озере Комо
У Плиния Младшего было 2 виллы на озере Комо, которые он называл «комедия» и «трагедия». Обе были построены в I веке, ни одна из них не сохранилась.

## Первоисточник
В письме Воконию Роману Плиний Младший писал: 
(2) [...] Одна [моя вилла], поставленная на скалах по байскому обычаю, смотрит на озеро, другая, точно так же по байскому обычаю, подходит к самому озеру. (3) Поэтому я обыкновенно называю первую трагедией, а вторую – комедией: одна стоит словно на котурнах, другая – словно в низких башмаках. У обеих есть своя прелесть, обе приятны владельцу, именно в силу своего несходства. (4) Одна ближе к озеру, с другой открывается на него более широкий вид, одна охватывает весь залив своим мягким изгибом, другая, находясь на очень высоком хребте, делит им два залива...Плиний Младший

## Описание
В отличие от значительной части остальной принадлежавшей Плинию недвижимости, обе виллы на озере Комо были построены самим Плинием. Вилла Комедия (лат. villa Comoedia) располагалась непосредственно на берегу озера, в то время как Вилла Трагедия (villa Tragoedia) — на возвышенном месте, откуда открывался панорамный вид на окрестности. Названия вилл дают отсылку к римскому театру, в котором комические актёры выступали в низких башмаках сокках, а трагические — в обуви, называвшейся котурнами, которая делала их выше ростом.

## Местоположение
Обе виллы давно исчезли и их точное местоположение неизвестно и вызывает споры среди исследователей. По одной версии, обе виллы располагались в непосредственной близости от города Комо, оба места сейчас заняты виллами XVIII века: на месте Виллы Трагедия, возможно находится Вилла Ольмо, на месте Виллы Комедия — Вилла Реста-Паллавичини. По другой версии, Вилла Комедия могла располагаться на месте современной коммуны Льерна, а Вилла Трагедия — в Белладжо. Приверженцы третьей версии согласны, что Вилла Трагедия могла располагаться в Белладжо, но местоположением Виллы Комедия считают современную коммуну Ленна.